# Рандоннер
Рандоннер (фр. randonneur від randonnée — «тривала подорож») — велосипедист, який бере участь у спеціалізованих перегонах, відомих як бревети.
Бревет (фр. brevet — «залік, патент») — організований заліковий (з лімітом часу) велозаїзд на довгу дистанцію за правилами французького клубу AUDAX Club Parisien (ACP).
Стандартними дистанціями є:
- 200 км з лімітом проходження — 13 г 30 хв
- 300 км — 20 г 00 хв
- 400 км — 27 г 00 хв
- 600 км — 40 г 00 хв
- 1000 км — 75 г 00 хв
- 1200 км — 90 г 00 хв

Велосипедист, який подолав у заліковий час протягом одного сезону бревети на 200, 300, 400 і 600 км, здобуває звання суперрандонер.

## Клуби рендонерів України
Наразі в Україні діють два представники ACP:
1. Oleg Mykhalyk, Суми, Randonneurs UА (RUA)
  - 550004 Lviv Bicycle Club, Львів
  - 550007 Velo-sport Sumy Randonneurs [Архівовано 24 січня 2021 у Wayback Machine.], Суми
  - 550010 Odessa Bicycle Club, Одеса
  - 550013 Ukrainian Bike Family, Кривий Ріг
  - 550014 Azov-marathon, Маріуполь
  - 550015 Kyiv Bicycle Club, Київ
  - 550016 Poltavarandonneurs, Полтава
  - 550018 Pepper'sVelosection, Полтава
  - 550019 Randonneurs Ck, Черкаси
  - 550021 Randonneurs.Mk.Ua, Миколаїв
  - 550022 Audax Club Zaporizien, Запоріжжя
  - 550023 Granite Audax, Житомир
  - 550024 Franko Bicycle Club, Івано-Франківськ
  - 550025 St Matras RC, Вінниця
  - 550026 Rivelo, Рівне
  - 550027 Ternopil Velomarathon, Тернопіль
  - 550028 Randonneurs Dnipro.Ua [Архівовано 10 липня 2020 у Wayback Machine.], Дніпро
  - 550030 VeloClub Podillya, Хмельницький
  - 550031 RANDONNEURS.KR.UA, Кропивницький
  - 550032 Клуб рандоннеров Audax Club Kremenchug Ukraine, Кременчук
2. Ievlev Alexandre, Луганськ, Randonneurs Ukraine
  - 550005 Randonneurs Go!, Луганськ
  - 550012 Kharkov Velo, Харків
  - 550017 Audax Kharkov, Харків
  - 550020 Moguls Audax [Архівовано 1 березня 2021 у Wayback Machine.]
  - 550029 Audax Dnipro, Дніпро [Архівовано 25 березня 2022 у Wayback Machine.]